# Штормовское сельское поселение
Штормовское се́льское поселе́ние (укр. Штормівське сільське поселення, крымскотат. Штормовое кой юрту, Къарт Бий кой юрту) — муниципальное образование в составе Сакского района Республики Крым России.

## География
Поселение расположено на западе района, в степном Крыму, на берегах Чёрного моря и озера Донузлав. Граничит на севере с Весёловским, на востоке с Воробьёвским и Молочненским сельскими поселениями.
Площадь поселения 136,74 км².
Основная транспортная магистраль: автодорога 35А-004 Евпатория — порт Мирный (по украинской классификации — автодорога С-01233).

## Население
| 2001  | 2014  | 2015  | 2016  | 2017  | 2018  | 2019  |
| ----- | ----- | ----- | ----- | ----- | ----- | ----- |
| 2301  | ↘2138 | ↗2143 | ↗2148 | ↗2151 | ↗2169 | ↗2179 |
| 2020  | 2021  |       |       |       |       |       |
| ↗2205 | ↗2253 |       |       |       |       |       |

## Состав сельского поселения
В состав поселения входят 5 населённых пунктов: 
| № | Населённый пункт | Тип населённого пункта | Население на 2014 год |
| - | ---------------- | ---------------------- | --------------------- |
| 1 | Штормовое        | село, центр            | ↘1124                 |
| 2 | Крыловка         | село                   | ↗57                   |
| 3 | Поповка          | село                   | ↗292                  |
| 4 | Приветное        | село                   | ↘472                  |
| 5 | Хуторок          | село                   | ↘193                  |

## История
Штормовской сельский совет, как Фрунзенский, был создан между 1968 годом, когда он ещё не существовал и 1974 годом, когда совет уже описан в книге «Історія міст і сіл Української РСР. Том 26, Кримська область.». На тот год в его составе числилось 4 села:

| - Крыловка - Поповка | - Приветное - Штормовое |

К 1977 году в состав добавились посёлок Мирный и село Хуторок. В период с 1 января по 1 июня того же года Фрунзенский сельсовет переименовали в Штормовской, а Мирный переподчинили Евпаторийскому горсовету.
С 12 февраля 1991 года сельсовет в восстановленной Крымской АССР, 26 февраля 1992 года переименованной в Автономную Республику Крым. С 21 марта 2014 года в составе Крыма аннексировано Россией. Законом «Об установлении границ муниципальных образований и статусе муниципальных образований в Республике Крым» от 4 июня 2014 года территория административной единицы была объявлена муниципальным образованием со статусом сельского поселения.